# Pseudomacroxiphus
Pseudomacroxiphus is een geslacht van rechtvleugeligen uit de familie sabelsprinkhanen (Tettigoniidae). De wetenschappelijke naam van dit geslacht is voor het eerst geldig gepubliceerd in 1961 door Willemse.

## Soorten
Het geslacht Pseudomacroxiphus  is monotypisch en omvat slechts de volgende soort:
- Pseudomacroxiphus szentia (Willemse, 1958)